# Nice (Album)
Nice ist das dritte Musikalbum der britischen Progressive-Rock-Band The Nice, das im September 1970 bei Immediate Records erschien. In den USA trug es den Titel Everything As Nice As Mother Makes It, nachdem Immediate ihren Vertriebsvertrag mit Columbia Records gekündigt hatte.

## Musikstil
Dieses Album setzt den die Fusion von Jazz, Blues und Rock des Vorgängeralbums fort. Das Album beinhaltet Studioaufnahmen auf der Seite A (Titel 1–4) die Mitte 1969 in den Londoner Trident Studios aufgenommen wurden und Liveaufnahmen auf der B-Seite (Titel 5–6), die am 9. und 10. April 1969 im Fillmore East in New York City mitgeschnitten wurden. Letztere gehörten zum festen Repertoire bei Live-Auftritten der Band.

## Hintergrund
in den USA wurde das Album zunächst mit einer etwas längeren Version von Rondo 69 veröffentlicht, die weder in Großbritannien noch auf den unabhängig vertriebenen US-Versionen erhältlich war. Die erste US-Version von Nice wurde 1973 kurzzeitig von Columbia Special Products wiederveröffentlicht.

## Inhalt
Auf den Albumcovern der ersten Editionen waren handschriftliche Erläuterungen Keith Emersons zu den einzelnen Titeln abgedruckt:
Azrael Revisited ist eine neu arrangierte und erweiterte Version von Azrial (Angel of Death), die 1968 auf der B-Seite der Single The Thoughts of Emerlist Davjack erschien. Hang on to a Dream ist eine Coverversion des Songs How Can We Hang On to a Dream des Singer-Songwriters Tim Hardin von 1966, es enthält ein Refrain-Arrangement von Duncan Browne, der zu dieser Zeit The Nice für Immediate Records aufnahm. Diary of an Empty Day ist musikalisch an das Rondo-Thema aus Édouard Lalos Violinkonzert Nr. 2 d-Moll op. 21 Symphonie espagnole (sog. Spanische Symphonie) von 1873/74 angelehnt. Der Text stammt von Lee Jackson.
For Example ist ein längeres Stück, das Raum für Keith Emersons Virtuosität an der Hammondorgel und am Klavier lässt. Eine nicht näher bezeichnete Big-Band-Bläsergruppe war an der Aufnahme beteiligt, die im Schlussteil kurze Themen aus Norwegian Wood von den Beatles und America aus Leonard Bernsteins West Side Story zitiert. Abgesehen von diesen eingespielten Zitaten ist For Example die einzige originale und gleichzeitig völlig unveröffentlichte Komposition auf dem gesamten Album.
Rondo '69, auf der B-Seite des Albums, ist eine 1969 aktualisierte Version des Liedes Rondo vom Debütalbum The Thoughts of Emerlist Davjack von 1968, das seinerseits eine Neuinterpretation des Jazzstücks Blue Rondo à la Turk des Dave Brubeck Quartetts von 1959 war. Seit den Anfängen der Band gehört Bob Dylans She Belongs to Me zum festen Repertoire, als The Nice als Begleitband der US-Soulsängerin P. P. Arnold auftrat. In dieser Version entwickelte The Nice  eine lange Improvisation über Dylans Thema, bei der Emerson auf der Hammondorgel zahlreiche Zitate einfügte, darunter Themen aus von Elmer Bernsteins Titelmusik des Westerns Die glorreichen Sieben von 1960, dem Lied Hoedown aus Aaron Coplands Ballett Rodeo, das Emerson, Lake & Palmer 1972 auf dem Album Trilogy vollständig aufnahmen, sowie zwei Stücken Johann Sebastian Bachs, dem Präludium aus der Partita Nr. 3 in E-Dur für Violine solo BWV 1006 und dem Präludium Nr. 3 in D-Dur BWV 850 aus dem ersten Teil des Wohltemperierten Klaviers.

## Titelliste
| Nr. | Titel                 | Autor(en)                  | Arrangement | Länge |
| --- | --------------------- | -------------------------- | ----------- | ----- |
| 1.  | Azrael Revisited      | Keith Emerson, Lee Jackson |             | 5:52  |
| 2.  | Hang on to a Dream    | Tim Hardin                 |             | 4:46  |
| 3.  | Diary of an Empty Day | Édouard Lalo               | Emerson     | 3:24  |
| 4.  | For Example           | Emerson, Jackson           |             | 8:51  |

| Nr.          | Titel                                      | Autor(en)                          | Länge |
| ------------ | ------------------------------------------ | ---------------------------------- | ----- |
| 5.           | Rondo '69 (8:27 auf der ersten US-Version) | Brubeck, Emerson, Jackson, Davison | 7:53  |
| 6.           | She Belongs to Me                          | Bob Dylan                          | 12:15 |
| Gesamtlänge: | Gesamtlänge:                               | Gesamtlänge:                       | 43:46 |

## Rezeption
Das Album stieg am 13. September 1969 für sechs Wochen in die britischen Albumcharts ein und erreichte Platz 3.
| ChartsChartplatzierungen     | Höchstplatzierung | Wochen |
| ---------------------------- | ----------------- | ------ |
| Vereinigtes Königreich (OCC) | 3 (6 Wo.)         | 6      |